# Galambok
Galambok là một thị trấn thuộc hạt Zala, Hungary. Thị trấn này có diện tích 25,91 km², dân số năm 2010 là 1288 người, mật độ 50 người/km².